# Kriegerdenkmal Miesterhorst
Das Kriegerdenkmal Miesterhorst ist ein denkmalgeschütztes Kriegerdenkmal im Ortsteil Miesterhorst der Stadt Gardelegen in Sachsen-Anhalt. Im örtlichen Denkmalverzeichnis ist das Kriegerdenkmal unter der Erfassungsnummer 094 90231 als Baudenkmal verzeichnet.

## Allgemeines
Das Kriegerdenkmal ist eine Stele auf einem mehrstufigen Sockel. Es handelt sich um ein wiederhergestelltes Denkmal und erinnert an die neunzehn Gefallenen des Ersten Weltkriegs. Fünfzehn Namen sind so stark verwittert, dass sie nicht mehr entzifferbar sind. Darüber hinaus ist eine Gedenktafel für die Gefallenen des Deutsch-Französischen Kriegs von 1870–1871 und für einen Gefallenen des Napoleonischen Kriegs angebracht.
Eine Namenstafel für die Gefallenen des Zweiten Weltkrieges ist an der Außenseite der Dorfkirche Miesterhorst aufgestellt.